# Petunija
Petunija (lat. Petunia) je biljni rod iz porodice pomoćnica, dio je tribusa Petunieae. 
Rod se sastoji od 16 ili 17 vrsta jednogodišnjeg raslinja, trajnica i polugrmova, a domovina im je Južna Amerika odakle su uvezene po drugim krajevima svijeta. U Hrvatskoj raste jedino notovrsta (hibrid) Petunia ×atkinsiana (sin. Petunia hybrida Vilm.), formule P. axillaris x P. integrifolia.

## Vrste
1. Petunia altiplana T.Ando & Hashim.
2. Petunia axillaris (Lam.) Britton, Sterns & Poggenb.
3. Petunia bajeensis T.Ando & Hashim.
4. Petunia bonjardinensis T.Ando & Hashim.
5. Petunia correntina Greppi & Stehmann
6. Petunia exserta Stehmann
7. Petunia guarapuavensis T.Ando & Hashim.
8. Petunia inflata R.E.Fr.
9. Petunia integrifolia (Hook.) Schinz & Thell.
10. Petunia interior T.Ando & Hashim.
11. Petunia mantiqueirensis T.Ando & Hashim.
12. Petunia occidentalis R.E.Fr.
13. Petunia reitzii L.B.Sm. & Downs
14. Petunia saxicola L.B.Sm. & Downs
15. Petunia scheideana L.B.Sm. & Downs
16. Petunia secreta Stehmann & Semir
17. Petunia toropiensis Stehmann & Larocca
18. Petunia ×atkinsiana D.Don ex Loudon